# Léon-Benoît-Alfred Charlebois
Léon-Benoît-Alfred Charlebois, né le 18 février 1842 et mort le 27 juin 1887 à La Prairie, est un homme d'affaires et homme politique québécois.

## Biographie
Le 24 août 1868, il épouse Marie Elmire Varin, fille de Jean-Baptiste Varin, à la cathédrale de Montréal.
De 1875 à 1887, il est député de La Prairie à l'Assemblée législative du Québec.